# Trzuskołoń
Trzuskołoń – wieś w Polsce, położona w województwie wielkopolskim, w powiecie gnieźnieńskim, w gminie Niechanowo.
W latach 1975–1998 miejscowość administracyjnie należała do województwa poznańskiego.
Wieś liczy około 330 mieszkańców. Pierwsza wzmianka dotycząca wsi pochodzi z roku 1402. Poddani oddawali dziesięcinę na rzecz kościoła w Kędzierzynie W 1447 r. Trzuskołoń rozgraniczono do wsi Wierzchowiska. W XV wieku dziesięcinę przejął klasztor w Trzemesznie.